# انجیل افرانیوس
انجیل افرانیوس (انگلیسی: The Gospel of Afranius) یک جدل ضد دفاعیه دینی نویسنده روسی کریل اسکوف در سال ۱۹۹۵ است. بخش رمان تصویری آن تصویری دراماتیک از عیسی است. اسکوف در این اثر روایتی اسطوره‌زدایی شده از وقایع انجیل‌های هم‌نوا می‌سازد.